# Maggie Cullen
Magdalena Cullen (Buenos Aires, 8 de agosto de 2000), conocida por su nombre artístico Maggie Cullen, es una cantante folclórica argentina. En 2024 ganó el Premio Gardel en la categoría Mejor Álbum Artista de Folklore.
Participó del concurso de talentos La Voz Argentina y grabó en 2023 su disco debut, Canciones del viento.

## Biografía
Nacida en Buenos Aires, desde los 14 años cantó en peñas hasta que, en 2021, participó en la tercera temporada de La Voz Argentina, donde alcanzó las semifinales.
Cantó como invitada en un concierto de Soledad Pastorutti y también fue telonera de Abel Pintos.
En 2023 ganó el premio Gardel a Mejor Canción de Folclore con "Yo canto versos", de Jorge Fandermole.
En agosto de 2023 publicó su disco debut, Canciones del viento, un álbum de 12 canciones editado por la compañía DBN Argentina, en el que participaron como invitados Nadia Larcher, León Gieco y el grupo Dos Más Uno. El disco ganó el premio Gardel Premios Gardel 2024 en la categoría Mejor Álbum Artista de Folklore.
En 2024 actuó en el Festival Nacional de Folklore de Cosquín (donde compartió escenario con Raly Barrionuevo), hizo una gira nacional, participó del homenaje en vivo a Raúl Carnota organizado por Lito Vitale y cerró el año en el Teatro Coliseo de Buenos Aires. También anunció que planeaba el lanzamiento de un nuevo disco, que incluiría algunos temas propios.